# 爆笑問題の三者面談
『爆笑問題の三者面談』（ばくしょうもんだいのさんしゃめんだん）は、2001年10月9日から2002年3月26日までテレビ東京系列局で放送されたテレビ東京製作のトークバラエティ番組。放送時間は毎週火曜 23:55 - 24:35 (JST) 、テレビ東京系全国ネットの深夜番組放送枠『Gパラダイス』火曜の番組として放送。

## 概要
爆笑問題の太田光と田中裕二が毎回1人のゲストを招き、三者面談のようなスタイルでトークを展開していた深夜番組。爆笑問題が絡みにくそうな相手とのトークをどう対処するのかを見どころにしていた。
第一回ゲストは、太田が尊敬する立川談志だった。
この番組の最終回をもって『Gパラダイス』枠で放送の爆笑問題の冠番組シリーズが終了し、替わって火曜20時台で『爆笑問題の開け!記憶の扉』がスタートした。